# Marchamont Needham
Pour les articles homonymes, voir Marchamont et Needham.
Marchamont Needham (parfois orthographié Nedham), né en 1620 à Burford dans le comté d'Oxford, mort en 1678, est un journaliste anglais.
Il se signala par son talent, mais aussi par sa versatilité : il publia, de 1643 à 1660, un journal le Mercurius, successivement qualifié de Britannicus, Pragmaticus, Politicus. Il passe du presbytérianisme au royalisme, puis au parti indépendant.

## Biographie
Élevé par son beau-père instituteur et pasteur, il étudie à Oxford puis travaille successivement comme sous-maître à l'école des marchands-tailleurs puis chez un procureur.
Il quitta cet emploi pour fonder, au mois d'août 1643, un journal hebdomadaire, Mercurius Britannicus, titre qu'il semble avoir emprunté à celui d'une comédie populaire de Richard Brathwaite. En même temps il se mit à étudier la médecine. Après avoir poursuivi de ses sarcasmes le parti royaliste dans le Mercurius Britannicus, il en devient en 1647 l'ardent défenseur dans le Mercurius Pragmaticus, à la suite d'une brouille avec ses amis républicains, avant de vouer à nouveau sa plume à Oliver Cromwell, en juin 1649, pour couvrir de sa satire Charles Ier d'Angleterre, avec une troisième version de son journal, cette fois appelé Mercurius Politicus'. Lors des difficultés qu'il vit en 1649 en raison de la fin des royalistes, il est caché et protégé par un autre journaliste, Peter Heylin (15991 - 1662). Il publie une série d'éditoriaux entre septembre 1651 et août 1652 avec pour intention expresse d'apprendre à ses concitoyens ce qu'être « installé dans un État de liberté » veut dire. Les éditoriaux de Nedham sont autorisés et supervisés par John Milton, qui a été nommé au secrétariat du Conseil d'État nouvellement crée en mars 1649. Après la suppression de son journal lors de la Restauration anglaise de 1660, il se livra à la médecine et à la chirurgie.
Bien avant Adam Smith, il fut l'un des premiers auteurs à exprimer l'idée qu'une société fondée sur l'intérêt économique plutôt que sur l'honneur était possible.

## Œuvres
- Medela medicinæ, 1665.